# 云南省消防救援总队
云南省消防救援总队，加挂云南省消防救援局牌子，是中华人民共和国云南省的消防救援机构，由中华人民共和国应急管理部与云南省人民政府双重领导，承担云南省的火灾扑救、消防监督、抢险救援等职责。

## 历史沿革
中华人民共和国成立初期，云南省仅昆明建有1个公安消防大队，有消防人员16人，随后又逐渐建立了14个公安消防中队、小队，共有消防干警263人。1963年10月，云南省公安厅治安处设消防科。1965年5月，根据《关于公安消防民警实行义务兵役制有关问题的联合通告》，云南省公安消防队伍班长（小队长）以下民警实行义务兵役制。
“文化大革命”爆发后，云南省消防工作陷入瘫痪。1973年12月起，全省消防部队恢复公安机关统一领导。1974年2月，组建云南省公安消防总队，又称云南省公安厅消防处（第九处），各地、州、市和部分县组件消防大队、中队。到1974年底，云南省公安消防队伍编制1050人。1980年7月，云南省公安消防队伍编制增加到1380人。到1982年，云南省共有公安消防干警1784人。
1983年1月，公安消防部队纳入武警序列，设立中国人民武装警察部队云南省总队消防处，保留云南省公安消防总队称谓。1984年，云南省公安消防部队编制2020人。1987年，根据公安部通知，改称中国人民武装警察部队云南省消防总队，保留云南省公安消防总队称谓。1988年4月，云南省公安消防部队编制2370人。
1990年初，云南省公安消防部队编制2550人。1990年7月，玉溪、曲靖、红河、文山、大理、楚雄6个地、州、市的消防大队改为消防支队。1992年1月，昭通、东川、思茅、西双版纳、临沧、保山、德宏、怒江、丽江、迪庆10个地、州、市的消防大队改为消防支队。1993年5月，云南省公安厅消防处改称云南省公安厅消防局。1994年2月，全省127个县、市、区消防科改为消防大队。1994年7月，云南省公安消防总队升为正师级。到1996年底，云南省公安消防总队共辖17个支队、127个大队、103个中队、1个特勤中队。到1998年底，云南省公安消防总队编制共3241人。
2018年3月，《深化党和国家机构改革方案》公布，公安消防部队全部退出现役，成建制划归应急管理部，承担灭火救援和其他应急救援工作，现役编制全部转为行政编制。10月9日，公安消防部队移交应急管理部交接仪式举行。2018年12月28日，云南省消防救援总队举行授旗授衔和换装仪式。2019年12月30日，云南省消防救援总队正式挂牌。
2024年6月，各消防救援总队、支队、大队加挂驻地省、市、县三级消防救援局牌子，北京市消防救援总队加挂北京市消防救援局牌子。

## 职责
根据《消防救援队伍总队及以下单位机构编制方案》，云南省消防救援总队承担下列职责：
1. 承担城乡综合性消防救援工作，负责指挥调度相关灾害事故救援行动，承担重要会议、大型活动消防安全保卫工作。
2. 承担火灾预防、消防监督执法以及火灾事故调查处理相关工作，依法行使消防安全综合监管职能，推动落实消防安全责任制。
3. 参与拟订消防专项规划，参与起草地方性消防法规、规章草案并监督实施。
4. 负责消防救援队伍综合性消防救援预案编制、战术研究和执勤备战、训练演练等工作。
5. 负责消防救援信息化和应急通信建设，承担综合性消防救援行动应急通信保障工作。
6. 负责消防安全宣传教育，组织指导社会消防力量建设。
7. 负责消防应急救援专业队伍规划、建设与调度指挥，参与组织协调动员各类社会救援力量参加救援任务。
8. 负责消防救援队伍建设与管理。
9. 完成应急管理部和所在省（区、市）党委政府交办的相关任务。

## 组织机构
根据《消防救援队伍总队及以下单位机构编制方案》，云南省消防救援总队属于三类总队。

### 机关内设机构和直属单位
云南省消防救援总队机关设有灭火救援指挥部、政治部以及14个业务处室。
- 灭火救援指挥部
  - 指挥中心
  - 作战训练处
  - 信息通信处
- 政治部
  - 组织教育处
  - 人事处
  - 队务处
- 办公室
- 纪检督察室
- 审计室
- 防火监督处
- 法制与社会消防工作处
- 新闻宣传处
- 后勤装备处
- 财务处

此外，总队机关还设有1个应急通信与车辆勤务大队。

### 消防救援支队
云南省消防救援总队下辖有18个支队，包括中国救援云南搜救犬机动专业支队、8个地级市消防救援支队、8个自治州消防救援支队和1个训练与战勤保障支队。
- 中国救援云南搜救犬机动专业支队
- 昆明市消防救援支队
- 曲靖市消防救援支队
- 玉溪市消防救援支队
- 保山市消防救援支队
- 昭通市消防救援支队
- 丽江市消防救援支队
- 普洱市消防救援支队
- 临沧市消防救援支队
- 楚雄彝族自治州消防救援支队
- 红河哈尼族彝族自治州消防救援支队
- 文山壮族苗族自治州消防救援支队
- 西双版纳傣族自治州消防救援支队
- 大理白族自治州消防救援支队
- 德宏傣族景颇族自治州消防救援支队
- 怒江傈僳族自治州消防救援支队
- 迪庆藏族自治州消防救援支队
- 云南省消防救援总队训练与战勤保障支队

## 救援力量
截至2022年，云南省消防救援总队共有消防救援站295个。
截至2022年，云南省消防救援总队共有消防车辆2146辆，各类灭火救援装备37.5万件套。
根据《消防救援队伍总队及以下单位机构编制方案》，云南省消防救援总队为三类总队，编制总额4786名，其中干部1623名、消防员3163名。

## 行动
2016至2020年间，云南省消防救援队伍扑救火灾和处置各类灾害事故77566起，疏散营救被困人员14万人，抢救保护财产价值13.9亿元。

## 历任领导

### 云南省公安消防总队
| 总队长 - 田国勇 武警大校（2013年－2017年9月） - 赵文生 武警大校（2017年9月－2019年1月） | 政治委员 - 邹志强 武警大校（2012年－2014年） - 肖枭 武警大校（2014年－2017年） - 孙建成 武警大校（2017年－2019年1月） |

### 云南省消防救援总队
| 总队长 - 赵文生 高级指挥长（2019年1月－2022年6月） | 政治委员 - 孙建成 高级指挥长（2019年1月－2021年1月） - 王星 高级指挥长（2021年1月－） |